# Rue Antoine-Sallès
La rue Antoine-Sallès est une rue située dans le 2e arrondissement de Lyon, en France.

## Situation
La rue Antoine-Sallès commence perpendiculairement à la rue Gentil pour se terminer sur la place des Cordeliers. Elle est de taille réduite, autant en distance qu'en largeur

## Origine du nom
Cette voie a d'abord été dénommée rue Buisson. Depuis le 8 octobre 1962 (délibération municipale), elle est dédiée à Antoine Sallès (1860-1943), écrivain, adjoint au maire de Lyon et député.